# Метание торта

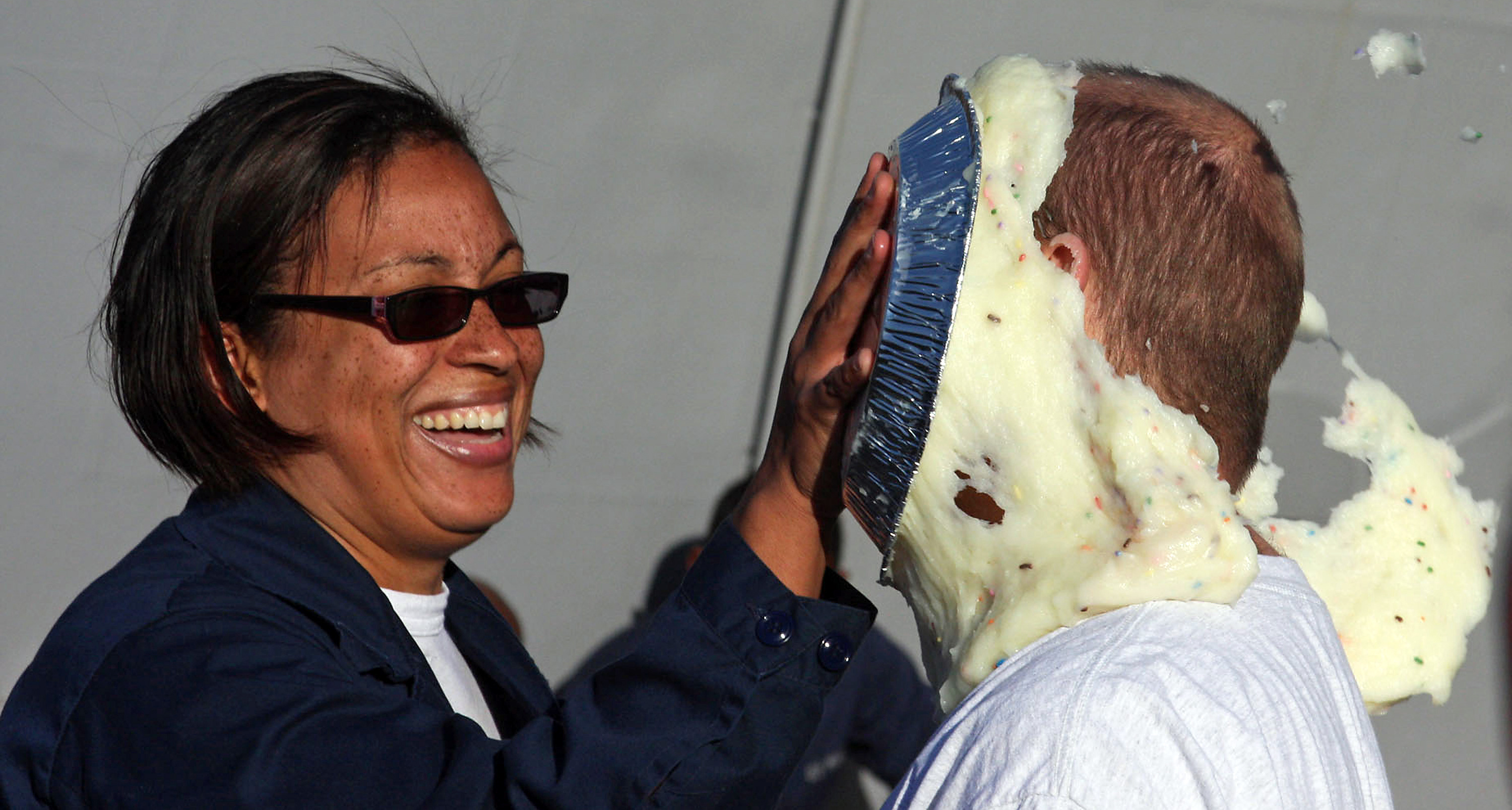
Метание торта

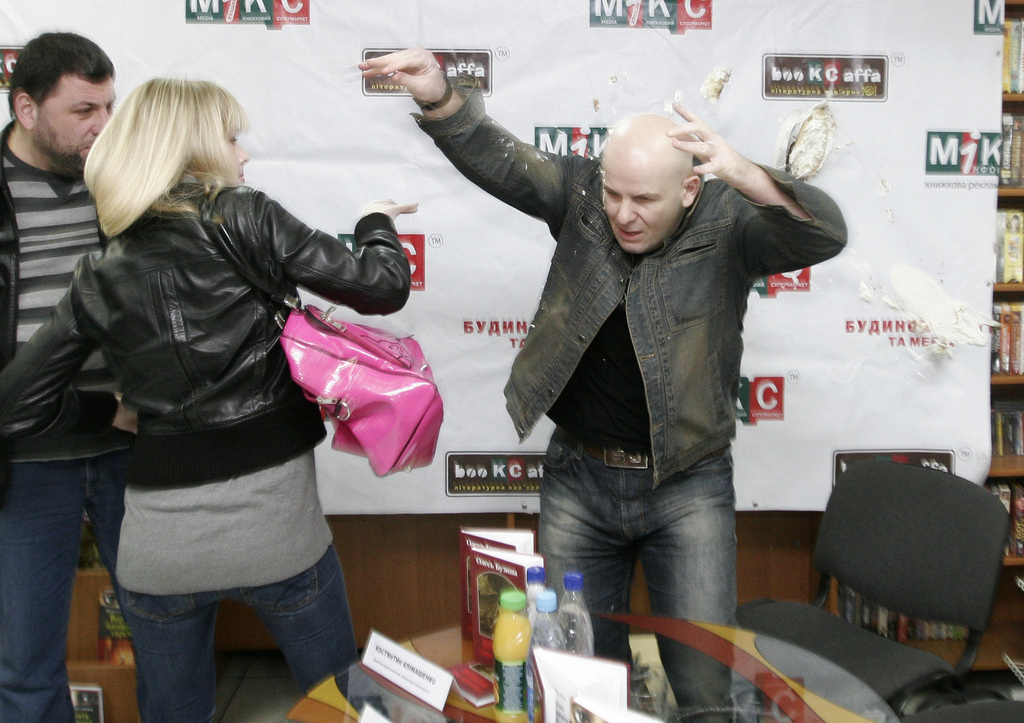
Активистка группы FEMEN Александра Шевченко 22 марта 2009 г. в Киеве бросает торт в Олеся Бузину в знак протеста против его сексистской, по её мнению, книги

Метание торта (тортометание) — бросок кремового торта, пирога, пирожного или иного подобного кондитерского изделия в лицо человека.
Данное действие чаще всего является шуткой или формой политического протеста против деятельности некоего известного политика, знаменитости. В последнем случае целью является унизить или напугать жертву без нанесения ей физического вреда. По этой причине вместо настоящего пирога часто используется бумажная тарелка со взбитыми сливками или кремом для бритья. В некоторых странах, в том числе США и Канаде, метание торта расценивается как побои и может привести к аресту.
В качестве комедийного приёма данная практика впервые была использована Фредом Карно. Считается, что метание торта в лицо получило популярность после сцены в немом комедийном американском фильме 1909 года «Мистер Флип» c Беном Тёрпином в главной роли, став после этого неотъемлемой частью представлений в жанре буффонады.
Родоначальником данной практики как политической акции считается американский активист Томас Фуркад, особенной же популярности практика достигла в среде йиппи. Анти-гей-активистка Анита Брайант стала первым человеком, которому влепили в лицо тортом в знак политического протеста в прямом телеэфире.
В США имеет место практика влепления торта в лицо на благотворительных мероприятиях. В этом случае желающие платят за возможность влепить кому-то в лицо тортом, а «жертва», в свою очередь, может заплатить, чтобы тортом влепили в лицо кому-то другому.